# 异蕊草科
异蕊草科共有15属约180种，主要分布在东南亚、澳洲、美洲和太平洋岛屿等区域。
1981年的克朗奎斯特分类法将其分入百合科；1998年根据基因亲缘关系分类的APG 分类法将这些植物单独分出一个科，放在天门冬目中；2003年经过修订的APG II 分类法认为可以选择性地和天门冬科合并。

## 部分属
- 棘籽属 Acanthocarpus Lehm.
- 龙舌百合属 Arthropodium R.Br.
- Chamaescilla F.Muell. ex Benth.
- 朱蕉属 Cordyline Comm. ex R.Br.
- Eustrephus R.Br.
- Laxmannia R.Br.
- Murchisonia Brittan
- Sowerbaea Sm.
- 异蕊草属 Thysanotus R.Br.
- Trichopetalum Lindl.